# Ferdinando IV di Toscana
Ferdinando d'Asburgo-Lorena, nome completo Ferdinando Salvatore Maria Giuseppe Giovan Battista Francesco Luigi Gonzaga Raffaele Ranieri Gennaro (Firenze, 10 giugno 1835 – Salisburgo, 17 gennaio 1908), è stato l'ultimo granduca di Toscana, con il nome di Ferdinando IV.

## Biografia

### Giovinezza e matrimoni
Figlio del granduca Leopoldo II e della granduchessa Maria Antonietta, sposò nel 1856 la principessa Anna Maria di Sassonia, che morì nel 1859, e, in seconde nozze, Alice di Borbone-Parma.

### Ascesa al trono
Salì virtualmente al trono di Toscana dopo l'abdicazione del padre nel 1859. Fu protagonista involontario del Risorgimento, in quanto fino al passaggio della Toscana al Regno di Sardegna (1860) rimase formalmente granduca, anche se non viveva a Firenze e non era mai stato incoronato. Nonostante ciò, anche dopo la soppressione del granducato, Ferdinando, avendo mantenuta la "fons honorum" degli Ordini dinastici, continuò ad elargire titoli e decorazioni.

### Perdita del Granducato
Dopo il plebiscito che sancì l'annessione della Toscana al Regno di Sardegna fu detto "re di Castiglion Fibocchi", per il fatto che in quella cittadina dell'aretino si ebbe la più alta percentuale di oppositori all'unione al regno dei Savoia.
Tra 1859 e il 1866 organizzò in Toscana, tramite personalità come Eugenio Alberi, un partito legittimista-autonomista con l'obiettivo di difendere i suoi diritti dinastici e favorire una riforma in senso federalista del neonato Stato italiano. Finanziò il giornale Firenze, espressione di tale partito.

### In Austria
Dopo la Terza guerra d'Indipendenza (1866), l'Impero austriaco dovette riconoscere il Regno d'Italia, disconoscendo suo malgrado Ferdinando IV come legittimo granduca di Toscana. Ciò tolse ogni possibilità a Ferdinando di rientrare in possesso del Granducato. Si ritirò così a vita privata e smise di fare politica.
Il 20 dicembre 1866 Ferdinando IV e i suoi figli rientrarono nella Casa imperiale. Mentre a Ferdinando fu permesso di mantenere la sua fons honorum vita natural durante, i figli poterono fregiarsi solo del titolo di arciduca d'Austria, non più con la specifica di "principe o principessa di Toscana". L'ex primo ministro di Sassonia ed in seguito I.R. ministro degli esteri e ministro della casa imperiale e reale Ferdinand von Beust (1809-1886) dichiarò: “La famiglia granducale toscana ha perso i suoi diritti sovrani a causa delle vicende politiche. Questo ramo della Famiglia Imperiale Austriaca è quindi naturalmente subordinato ai diritti e ai doveri di tutti gli altri membri dell'Altissima Famiglia Imperiale. I Granduchi Leopoldo e Ferdinando, così come i fratelli più illustri di quest'ultimo, sono quindi d'ora in poi solo da considerare come Arciduchi d'Austria e da trattare secondo lo Statuto dell'Altissima Famiglia del 3 febbraio 1839”. 

### Abdicazione e morte
L'ultimo sovrano di Toscana abdicò ai diritti dinastici sul Granducato nel 1870 a favore di Francesco Giuseppe I d'Austria e pertanto anche i suoi discendenti persero ogni diritto dinastico sul trono toscano.
Morì in esilio a Salisburgo nel 1908 e l'Imperatore d'Austria Francesco Giuseppe I, come capo politico e capo dinastico della Casa degli Asburgo Lorena, proibì di assumere i titoli di granduca o di principe o principessa di Toscana. 
I Gran Magisteri dell'Insigne sacro e militare ordine di Santo Stefano papa e martire e dell'Ordine di San Giuseppe cessarono, per i motivi già esposti, con la morte di Ferdinando IV nel 1908.

## Discendenza
Dal matrimonio con Anna Maria di Sassonia nacquero due sole figlie:
- Maria Antonietta (1858-1883), di salute delicata, divenne badessa a Praga. Morì di tubercolosi a venticinque anni.
- una principessa nata e morta nel 1859.

Queste due principesse furono le ultime due principesse di Toscana
Dal matrimonio con Alice di Borbone-Parma nacquero dieci figli:
- Arciduca Leopoldo Ferdinando (1868-1935). Rinunciò ai suoi diritti dinastici come arciduca d'Austria e Principe d'Ungheria il 29 dicembre 1902 ed assunse il cognome Wölfling. Si sposò 3 volte; non ebbe discendenza[13].
- Arciduchessa Luisa (1870-1947), sposò Federico Augusto III di Sassonia, dal quale divorziò nel 1903[13].
- Arciduca Giuseppe Ferdinando (1872-1942). Rinunciò ai suoi diritti dinastici come arciduca d'Austria e Principe d'Ungheria; sposò in prime nozze Rosa Kaltenbrunner e, dopo il divorzio, Gertrud Tomanek[13].
- Arciduca Pietro Ferdinando (1874-1948). Rinunciò ai suoi diritti dinastici come arciduca d'Austria e Principe d'Ungheria; sposò Maria Cristina di Borbone-Due Sicilie[13].
- Arciduca Enrico Ferdinando (1878-1969), si sposò morganaticamente con Maria Karoline Ludescher[13].
- Arciduchessa Anna Maria (1879-1961), si sposò col principe Giovanni di Hohenlohe-Bartenstein.
- Arciduchessa Margherita (1881-1965).
- Arciduchessa Germana (1884-1955).
- Arciduca Roberto Ferdinando (1885-1895).
- Arciduchessa Agnese (1891-1945).

## Ascendenza
|                                                |                                |                                | Genitori                                |  |  | Nonni |  |  | Bisnonni                             |  |  | Trisnonni                            |  |
|                                                |                                |                                |                                         |  |  |       |  |  | Leopoldo II, Sacro Romano Imperatore |  |  | Francesco I, Sacro Romano Imperatore |  |
|                                                |                                |                                |                                         |  |  |       |  |  | Leopoldo II, Sacro Romano Imperatore |  |  | Francesco I, Sacro Romano Imperatore |  |
|                                                |                                | Maria Teresa d'Austria         |                                         |  |  |       |  |  | Leopoldo II, Sacro Romano Imperatore |  |  |                                      |  |
| Ferdinando III, Granduca di Toscana            |                                |                                |                                         |  |  |       |  |  | Leopoldo II, Sacro Romano Imperatore |  |  |                                      |  |
|                                                |                                | Infanta Maria Luisa di Spagna  | Carlo III di Spagna                     |  |  |       |  |  |                                      |  |  |                                      |  |
|                                                |                                | Infanta Maria Luisa di Spagna  | Carlo III di Spagna                     |  |  |       |  |  |                                      |  |  |                                      |  |
|                                                |                                | Infanta Maria Luisa di Spagna  | Maria Amalia di Sassonia                |  |  |       |  |  |                                      |  |  |                                      |  |
| Leopoldo II, Granduca di Toscana               |                                | Infanta Maria Luisa di Spagna  |                                         |  |  |       |  |  |                                      |  |  |                                      |  |
|                                                |                                | Ferdinando I delle Due Sicilie | Carlo III di Spagna                     |  |  |       |  |  |                                      |  |  |                                      |  |
|                                                |                                | Ferdinando I delle Due Sicilie | Carlo III di Spagna                     |  |  |       |  |  |                                      |  |  |                                      |  |
|                                                |                                | Ferdinando I delle Due Sicilie | Maria Amalia di Sassonia                |  |  |       |  |  |                                      |  |  |                                      |  |
| Principessa Luisa di Napoli e Sicilia          |                                | Ferdinando I delle Due Sicilie |                                         |  |  |       |  |  |                                      |  |  |                                      |  |
|                                                |                                | Maria Carolina d'Austria       | Francesco I, Sacro Romano Imperatore    |  |  |       |  |  |                                      |  |  |                                      |  |
|                                                |                                | Maria Carolina d'Austria       | Francesco I, Sacro Romano Imperatore    |  |  |       |  |  |                                      |  |  |                                      |  |
|                                                |                                | Maria Carolina d'Austria       | Maria Teresa d'Austria                  |  |  |       |  |  |                                      |  |  |                                      |  |
| Ferdinando IV, Granduca di Toscana             |                                | Maria Carolina d'Austria       |                                         |  |  |       |  |  |                                      |  |  |                                      |  |
|                                                | Ferdinando I delle Due Sicilie | Carlo III di Spagna            |                                         |  |  |       |  |  |                                      |  |  |                                      |  |
|                                                | Ferdinando I delle Due Sicilie | Carlo III di Spagna            |                                         |  |  |       |  |  |                                      |  |  |                                      |  |
|                                                | Ferdinando I delle Due Sicilie | Maria Amalia di Sassonia       |                                         |  |  |       |  |  |                                      |  |  |                                      |  |
| Francesco I delle Due Sicilie                  | Ferdinando I delle Due Sicilie |                                |                                         |  |  |       |  |  |                                      |  |  |                                      |  |
|                                                |                                | Maria Carolina d'Austria       | Francesco I, Sacro Romano Imperatore    |  |  |       |  |  |                                      |  |  |                                      |  |
|                                                |                                | Maria Carolina d'Austria       | Francesco I, Sacro Romano Imperatore    |  |  |       |  |  |                                      |  |  |                                      |  |
|                                                |                                | Maria Carolina d'Austria       | Maria Teresa d'Austria                  |  |  |       |  |  |                                      |  |  |                                      |  |
| Principessa Maria Antonietta delle Due Sicilie |                                | Maria Carolina d'Austria       |                                         |  |  |       |  |  |                                      |  |  |                                      |  |
|                                                |                                | Carlo IV di Spagna             | Carlo III di Spagna                     |  |  |       |  |  |                                      |  |  |                                      |  |
|                                                |                                | Carlo IV di Spagna             | Carlo III di Spagna                     |  |  |       |  |  |                                      |  |  |                                      |  |
|                                                |                                | Carlo IV di Spagna             | Maria Amalia di Sassonia                |  |  |       |  |  |                                      |  |  |                                      |  |
| Infanta Maria Isabella di Spagna               |                                | Carlo IV di Spagna             |                                         |  |  |       |  |  |                                      |  |  |                                      |  |
|                                                |                                | Maria Luisa di Parma           | Filippo I, Duca di Parma                |  |  |       |  |  |                                      |  |  |                                      |  |
|                                                |                                | Maria Luisa di Parma           | Filippo I, Duca di Parma                |  |  |       |  |  |                                      |  |  |                                      |  |
|                                                |                                | Maria Luisa di Parma           | Principessa Luisa Elisabetta di Francia |  |  |       |  |  |                                      |  |  |                                      |  |
|                                                |                                | Maria Luisa di Parma           |                                         |  |  |       |  |  |                                      |  |  |                                      |  |

## Titoli e trattamento
- 10 giugno 1835 – 21 luglio 1859: Sua Altezza Imperiale e Reale Ferdinando, principe imperiale ed arciduca d'Austria, principe reale di Boemia ed Ungheria
- 21 luglio 1859 – 22 marzo 1860: Sua Altezza Serenissima Imperiale e Reale, il Granduca di Toscana, principe imperiale ed arciduca d'Austria, principe reale di Boemia ed Ungheria